# Laurie Greenland
Laurie Greenland (18 de febrero de 1997) es un deportista británico que compite en ciclismo de montaña en la disciplina de descenso. Ganó dos medallas en el Campeonato Mundial de Ciclismo de Montaña, en los años 2016 y 2023.

## Medallero internacional
| Campeonato Mundial | Campeonato Mundial    | Campeonato Mundial | Campeonato Mundial |
| Año                | Lugar                 | Medalla            | Competición        |
| ------------------ | --------------------- | ------------------ | ------------------ |
| 2016               | Val di Sole (Italia)  | Medalla de plata   | Descenso           |
| 2023               | Glasgow (Reino Unido) | Medalla de bronce  | Descenso           |